# IC 3305
IC 3305 је спирална галаксија у сазвјежђу Дјевица која се налази на листи објеката дубоког неба у Индекс каталогу.
Деклинација објекта је + 11° 50' 59" а ректасцензија 12h 25m 14,5s. Привидна величина (магнитуда) објекта IC 3305 износи 14,3 а фотографска магнитуда 15,1. IC 3305 је још познат и под ознакама UGC 7499, MCG 2-32-36, CGCG 70-59, VCC 786, PGC 40488.